# ChS4
De ChS4 (Russisch: ЧС4) is een elektrische passagierslocomotief gebruikt in Rusland, Oekraïne en andere landen van de voormalige Sovjet-Unie. De locomotief werd geproduceerd door Škoda Works in de periode 1963-1972 met een aantal van 232 stuks.

## ChS4T aanpassingen
Om enkele tekortkomingen van de ChS4 te overwinnen werd in 1971 een gemoderniseerde versie van de locomotief uitgebracht. Deze staat bekend als ChS4T in de Sovjet-Unie en als 62E in Tsjecho-Slowakije.

## Galerij

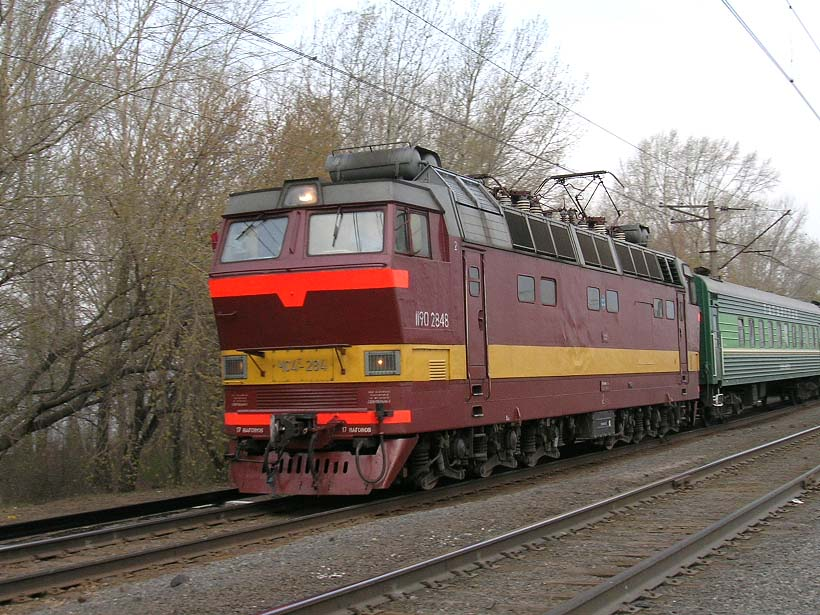
Een ChS4T
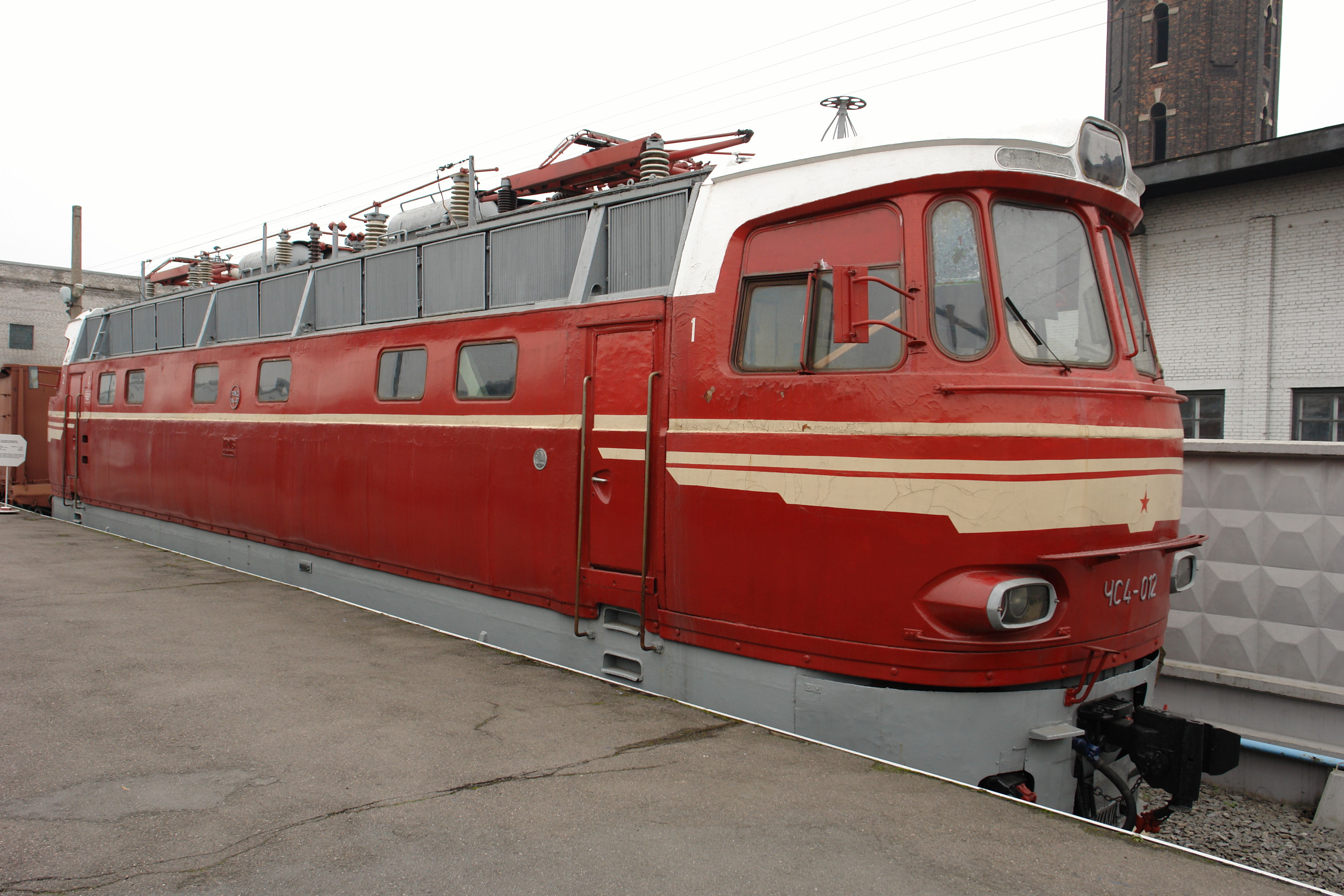
ChS4-012 in het Centraal Museum der Spoorwegen in Sint-Petersburg
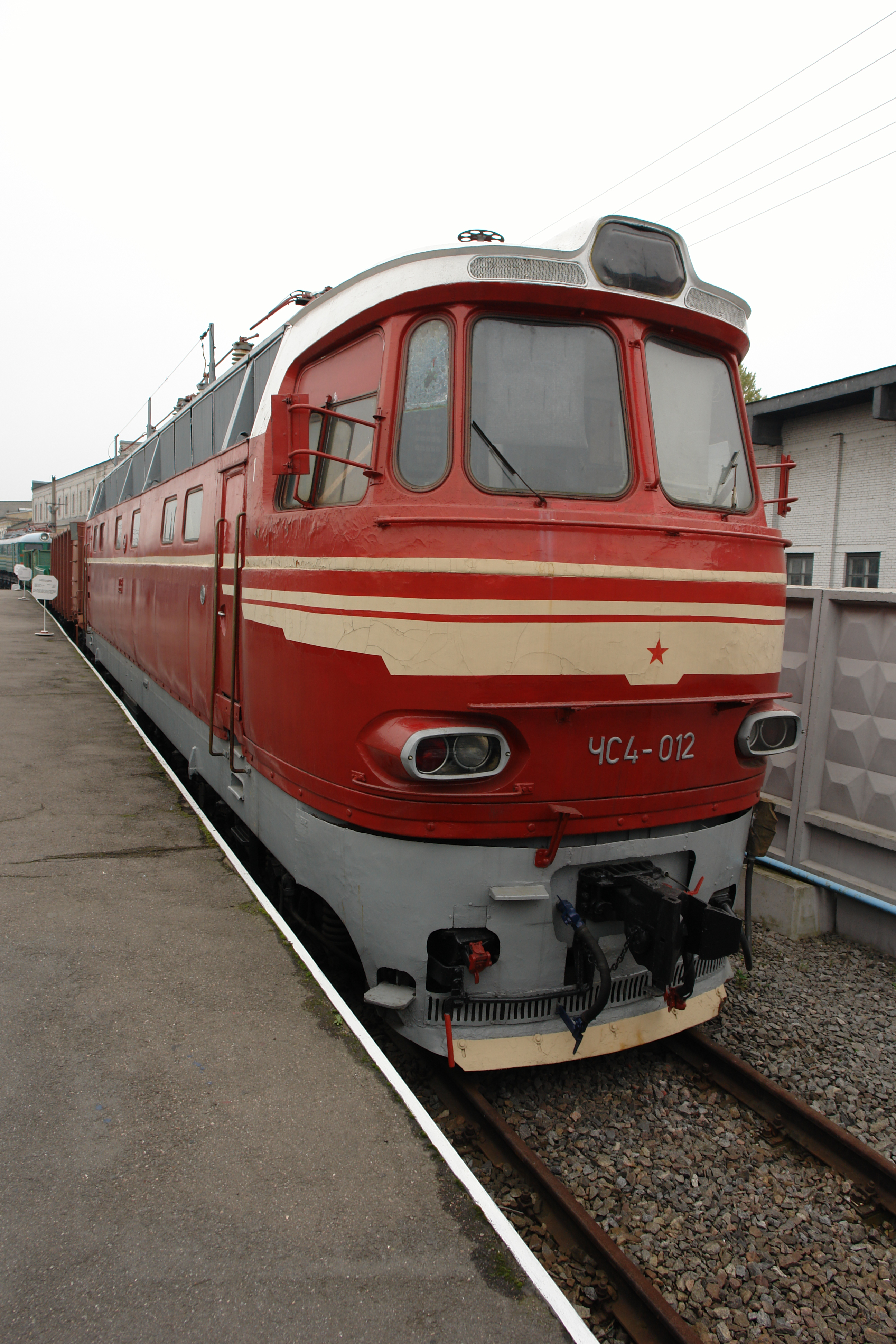
idem
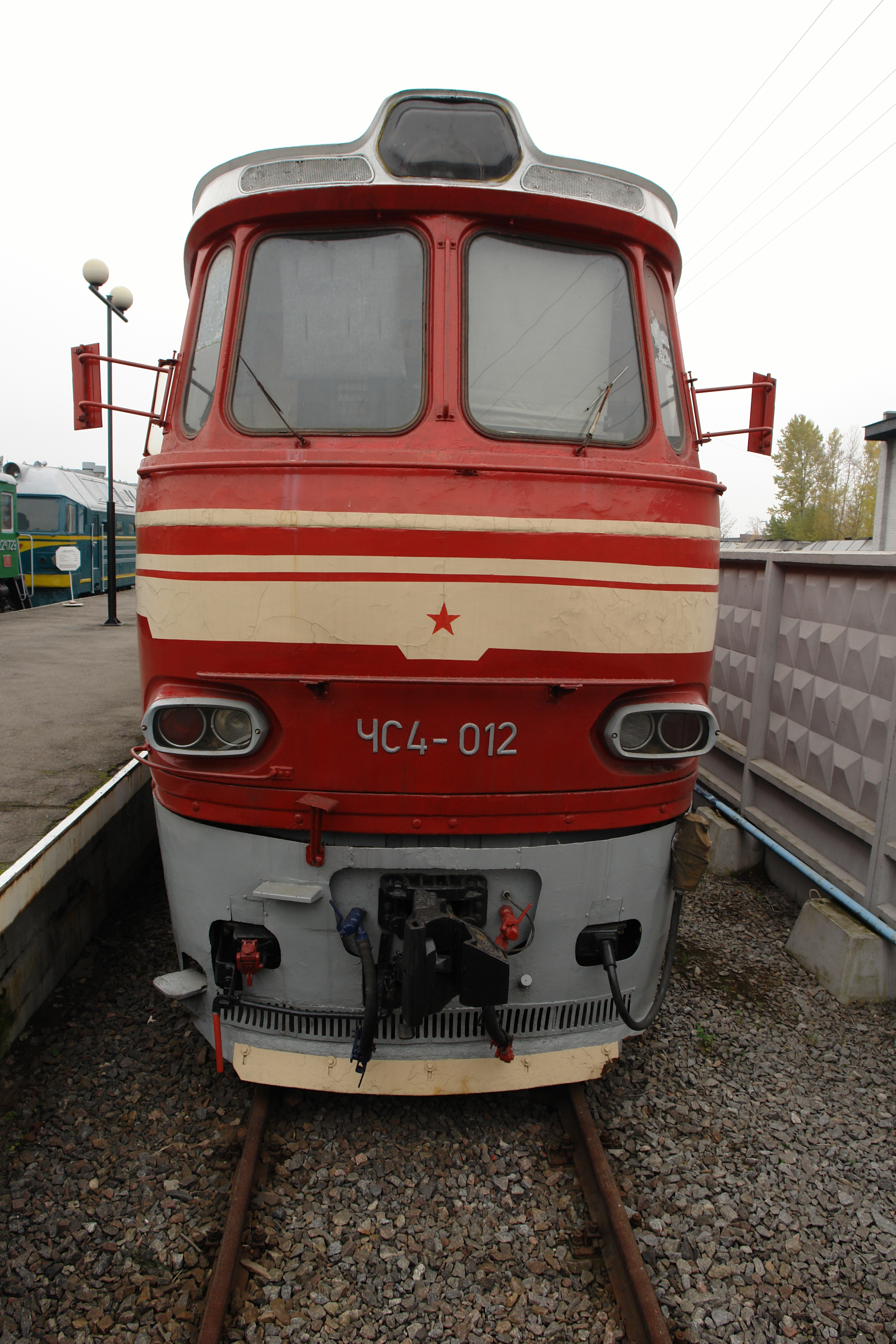
idem
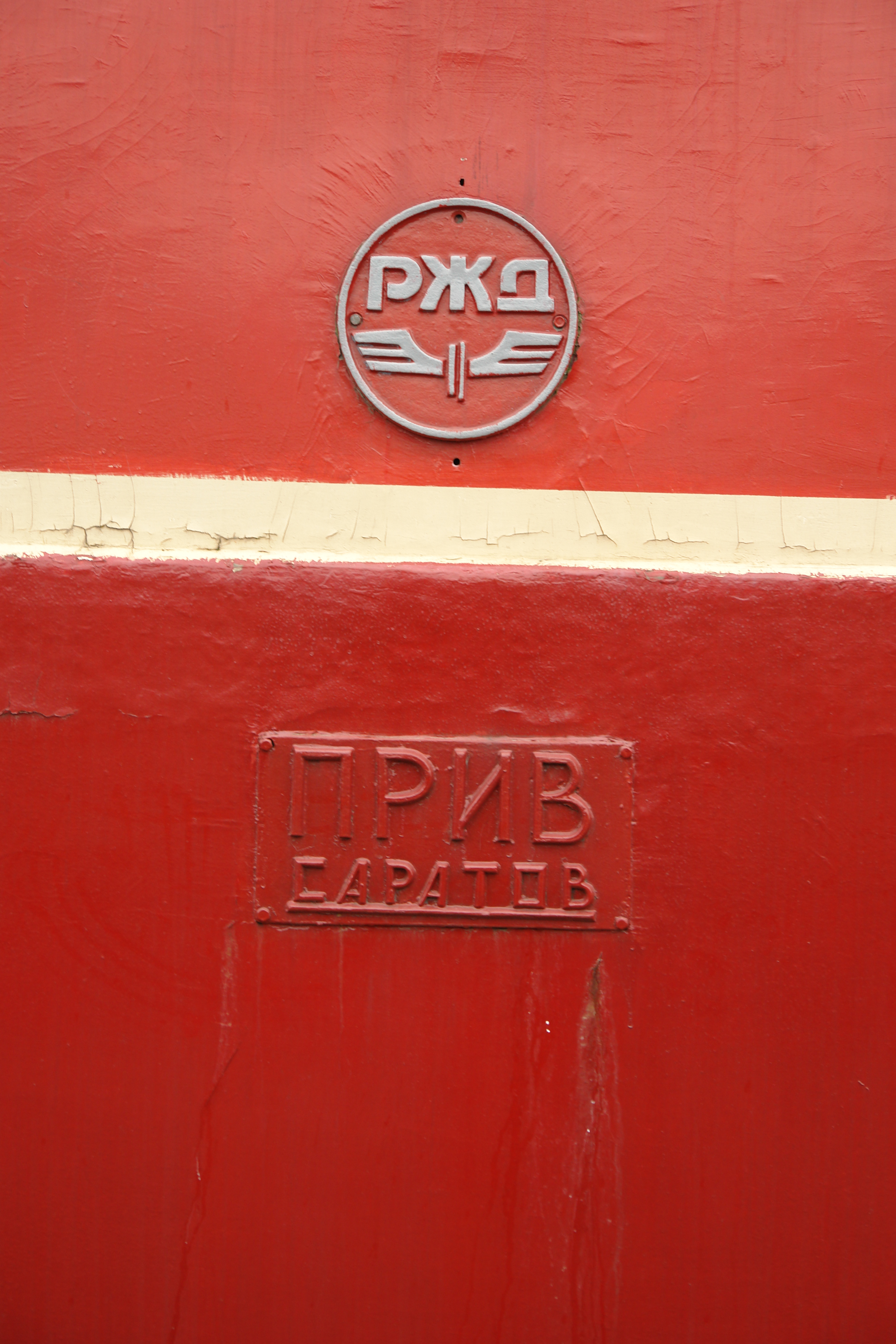
idem